# Lingua ligure
La lingua ligure (nome nativo lengoa lìgure /ˈliɡyre/) è la lingua originaria della Liguria . Come spiegato nel corpo della voce, «genovese» è la denominazione usata tradizionalmente con riferimento alle parlate di tipo ligure (nome nativo zeneize o  zeneise /zeˈneize/); ciononostante, sia per influenza del toscano come lingua nazionale quanto per essere venuti meno i legami con la ex Repubblica di Genova, in tempi recenti sta prendendo piede anche la dizione «ligure». È una lingua romanza tradizionalmente associata a quelle galloitaliche (piemontese, lombardo, emiliano e romagnolo), nonostante se ne discosti per una serie di caratteristiche.
La denominazione di «ligure» è stata adottata a livello scientifico come termine che coinvolgesse l'intero contesto regionale, sebbene tale scelta abbia generato qualche confusione con l'antica lingua dei Liguri preromani. La denominazione in uso per le varietà romanze della Liguria corrisponde in realtà al "genovese" fin dal XIV secolo, con riferimento all'etnonimo relativo agli abitanti della Repubblica di Genova. Tale denominazione risulta ancor oggi maggioritaria fra gli stessi parlanti, in alternativa alla quale ciascuna varietà può essere denominata con il gentilizio riferito al centro corrispondente.
Il ligure deve ritenersi una lingua regionale o minoritaria ai sensi della Carta europea delle lingue regionali o minoritarie che, all'articolo 1 afferma che per "«lingue regionali o minoritarie» si intendono le lingue... che non sono dialetti della lingua ufficiale dello Stato". È inoltre censito nell'Atlante delle lingue del mondo in pericolo gestito dall'UNESCO tra le lingue meritevoli di tutela.

## Diffusione
e per lo mondo sì destexi,
che und'eli van o stan
e sparsi per il mondo
che ovunque vadano o risiedano
un'altra Genova creano.»
(Rima dell'Anonimo Genovese, XIII sec.)

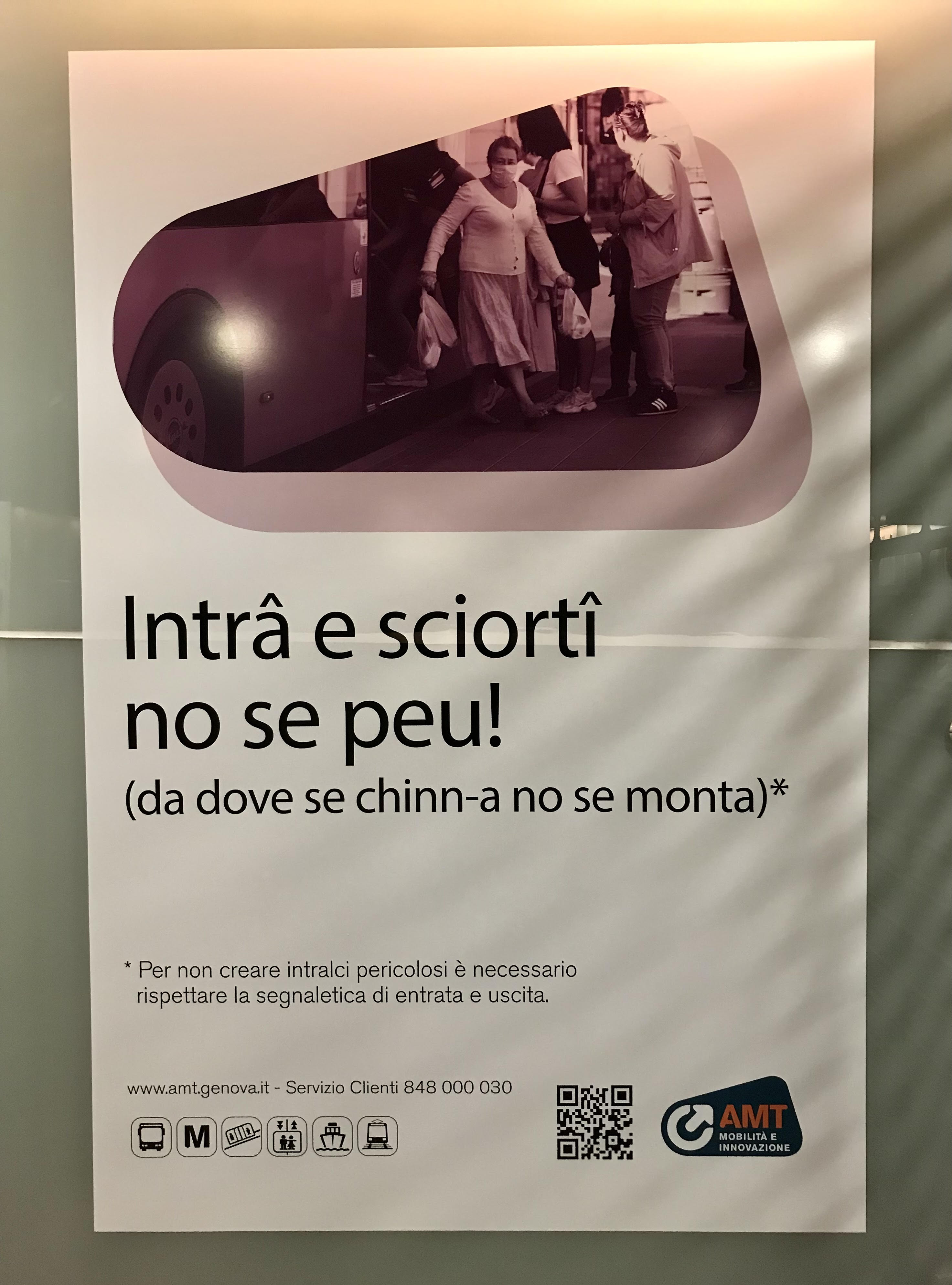
Manifesto di AMT in lingua ligure (variante genovese) nella metropolitana di Genova, presso la Stazione ferroviaria di Piazza Principe. Il manifesto riporta il messaggio in genovese, con l'equivalente in italiano formale sotto, in caratteri più piccoli. La traduzione letterale in italiano informale è: «entrare e uscire non si può! (da dove si scende non si sale)».

Il ligure, considerato nell'insieme delle sue varianti, è parlato in tutta la Liguria, escludendo parte della Val Bormida in provincia di Savona, in cui caratteri piemontesi sono prevalenti, e l'estremità orientale della regione, intorno alla città di Sarzana, dove i dialetti lunigiani assumono caratteristiche proprie. Varietà di transizione verso gli altri dialetti gallo-italici, ma ancora con nette caratteristiche liguri, sono quelle del cosiddetto Oltregiogo, il territorio che comprende i solchi vallivi al di sopra dello spartiacque alpino-appenninico, includendo anche aree amministrativamente legate ad altre regioni italiane:
- in provincia di Cuneo: le parlate dell'Alta Val Tanaro - specificamente nei centri di Briga Alta, Ormea e Garessio - presentano una commistione densa e singolare in ciascuna località tra le parlate liguri delle montagne imperiesi e della zona di Albenga e i finitimi dialetti alto-monregalesi della val Mongia e della Val Casotto;
- in provincia di Alessandria, l'Oltregiogo storico a sud di Ovada e Novi Ligure include i centri di Gavi, Arquata Scrivia e Serravalle Scrivia, la val Lemme e la val Borbera, che fecero parte della Repubblica di Genova o furono amministrati come feudi da famiglie genovesi, nonché Garbagna e l'alta Val Curone a sud di Brignano-Frascata;
- in provincia di Pavia, l'alta val Staffora;
- in provincia di Piacenza l'alta val Trebbia a sud di Bobbio e la val d'Aveto[8] (ma anche in alta val Nure l'influenza ligure è piuttosto accentuata);
- in provincia di Parma l'alta val di Taro con Bedonia, Compiano e parzialmente Borgo Val di Taro e parzialmente Bardi e l'alta val Ceno.

Una varietà ligure occidentale denominata monegasco viene tradizionalmente parlata nel Principato di Monaco dove, sebbene non sia lingua ufficiale (status riservato al solo francese, dal 1961), viene però insegnata nelle scuole dal 1976: a partire dal 2022 lo studio della lingua è obbligatorio dal terzo anno del percorso elementare fino all'ultima classe di livello medio (per un totale di sette anni scolastici); rimane facoltativo nelle scuole di indirizzo superiore e può essere scelto come materia dell'esame di baccalauréat. Dialetti liguri di tipo alpino (roiasco e brigasco) si parlano in val Roia, ad esempio nei centri di La Brigue (Briga Marittima, località originariamente intemelia poi in provincia di Cuneo, quindi ceduta alla Francia nel 1947), Tende (Tenda, anch’essa inizialmente e per secoli in giurisdizione intemelia poi cuneese quindi, dopo l’Ultima Guerra, francese), Saorge (Saorgio), Breil-sur-Roya (Breglio), Piène Haute (Piena), Libre (Libri): queste ultime due località appartenevano alla Provincia di Imperia fino alla mezzanotte del 15 settembre 1947.
Circa 10.000 persone in Sardegna tra Carloforte e Calasetta (provincia del Sud Sardegna) parlano il dialetto tabarchino formando un'isola linguistica ligure. Ciò è dovuto ad una migrazione di coloni genovesi, soprattutto di Pegli, che a partire dal 1541 si erano trasferiti nella piccolissima isola di Tabarka (Tunisia) su invito della famiglia genovese dei Lomellini (che aveva in concessione quel territorio) per praticarvi la pesca del corallo e il commercio in generale. La permanenza della regione perdurò fino a quando (1738), a causa delle angherie dei corsari barbareschi, dell'esaurimento progressivo dei banchi di corallo e, soprattutto, dell'incremento della popolazione (insostenibile per le minuscole dimensioni dell'isola), venne concordato con il Re Carlo Emanuele III il loro trasferimento nell'allora deserta isola di San Pietro in Sardegna, dove fondarono la città di Carloforte (in onore del Re) e, successivamente (1770), nella costa settentrionale della vicina isola di Sant'Antioco, la città di Calasetta.
Un'altra isola linguistica genovese è Bonifacio in Corsica, quale conseguenza di un popolamento risalente al XII secolo (vedi lingua corsa).
Determinante fu il ruolo delle parlate liguri dell'Oltregiogo occidentale (alta val Bormida) nella formazione in epoca medievale dei cosiddetti dialetti gallo-italici di Basilicata (Potenza, Picerno, Tito, ecc.), e anche i cosiddetti dialetti gallo-italici (o altoitaliani) della Sicilia (Aidone, Piazza Armerina, Nicosia, San Fratello ecc.) presentano una componente ligure, la cui esatta origine resta però da determinare. Sempre in Sicilia, La variante caltagironese del siciliano orientale presenta un evidente sostrato ligure, relitto della storica presenza genovese in città.

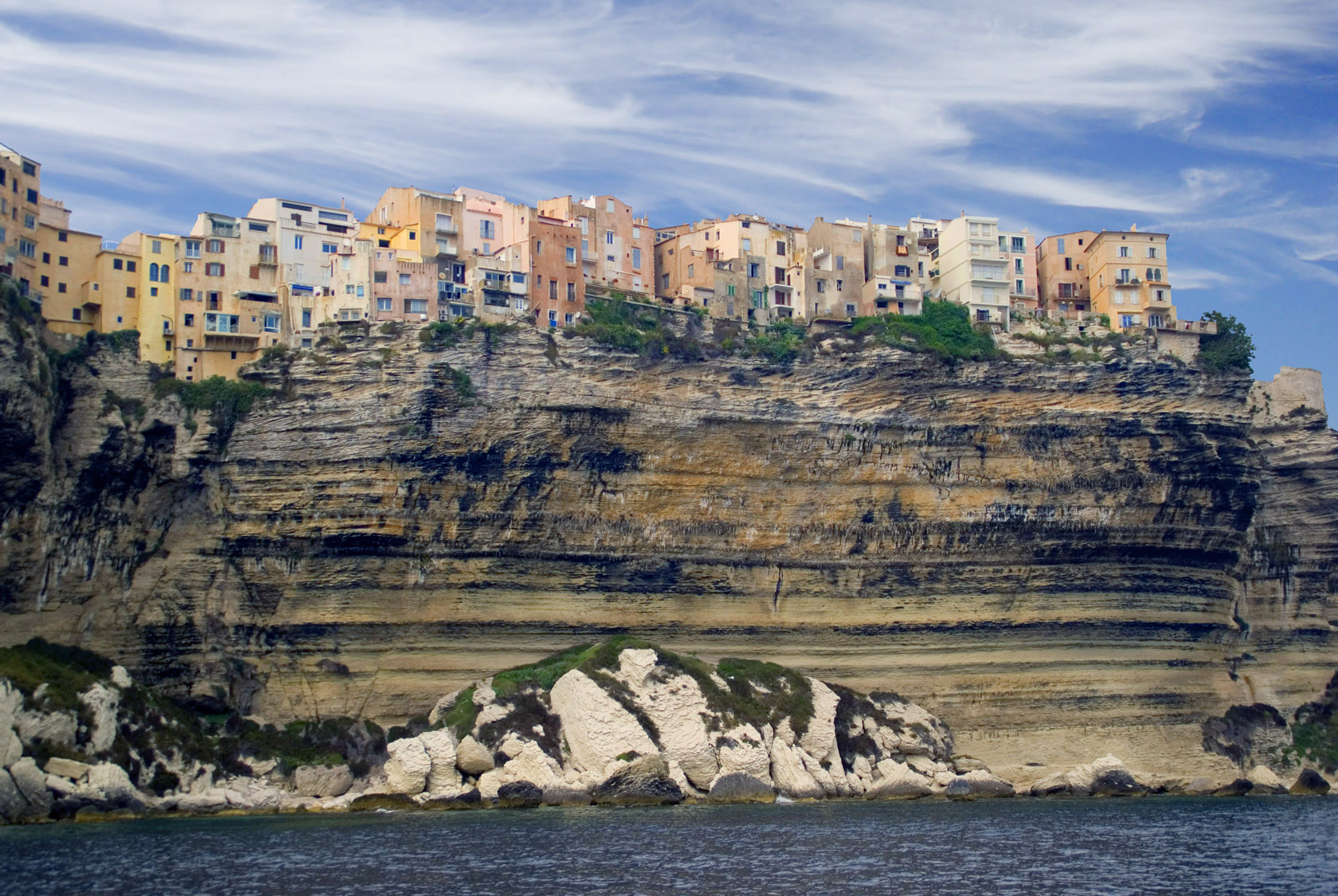
A Bonifacio, nell'estremità meridionale della Corsica, si è conservata fino a tempi recenti una varietà particolarmente arcaica di ligure.

Dialetti liguri importati nel XV secolo dalla zona di Oneglia furono parlati fino ai primi anni del Novecento in alcune località della Provenza orientale (Biot, Vallauris, Mons ed Escragnolles) e anche il ramo spagnolo della diaspora tabarchina, stanziato sull'isola di Nuova Tabarca presso Alicante, si estinse soltanto all'inizio del XX secolo. Più a lungo è sopravvissuta la comunità di parlata genovese installatasi a partire dai primi anni del Settecento a Gibilterra (ove gli ultimi parlanti scomparvero verso il 1980), che ha influenzato il dialetto composito attualmente parlato (il llanito), mentre erano vitali ancora fino a tempi abbastanza recenti diverse comunità di parlanti in America Latina, soprattutto in Cile, Argentina e in Perù.
Il genovese esportato per motivi storico-politici in vari ambiti del Mediterraneo e dell'Atlantico ai tempi della Repubblica di Genova e durante l'Ottocento ha influenzato notevolmente la lingua corsa, il dialetto greco dell'isola di Chios, la lingua sassarese e altri idiomi; ha contribuito inoltre alla formazione di varietà miste, come il dialetto dell'isola di Capraia (a base còrsa) e quello di La Maddalena (vera e propria varietà di transizione corso-sardo-ligure), oltre a una varietà di cocoliche chiamata lengua giacumina che fu parlata a Buenos Aires e che ha lasciato tracce significative nel lessico del gergo lunfardo e, più in generale, nella varietà rioplatense dello spagnolo.

## Uso odierno

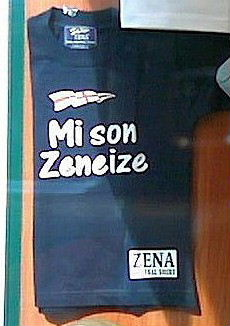
Una maglietta con la scritta «Io sono genovese». Nonostante la crisi nell'uso parlato, l'utilizzo nella gadgettistica e il successo che continua a riscontrare sono forse indice di un ruolo ancora «rappresentativo» (ancorché decisamente ridimensionato) della lingua locale in Liguria.

Il sistema delle parlate liguri nel continente è caratterizzato da una profonda crisi dell'uso: molte delle sue varianti, in particolare quelle urbane, sono ormai cadute da vario tempo in desuetudine, a causa dei mancati processi di trasmissione generazionale che riguardano in Italia anche diverse altre lingue prive di prerogative istituzionali. Le cause di tale processo sono varie e riferibili a processi comuni alle diverse regioni italiane, soprattutto settentrionali: l'abbandono dei dialetti liguri da parte dei parlanti obbedisce infatti a una logica che permea la storia linguistica italiana a partire dall'Unità d'Italia.
Quanto alla Liguria, i dati ISTAT per il 2006 (pubblicati nel 2007) relativi agli usi linguistici tradizionali descrivono un 68,5% della popolazione che parla preferibilmente italiano in famiglia, contro un 8,3% che preferisce il "dialetto" (quindi non solo il tipo ligure, ma anche varietà risalenti alla terra d'origine di immigrati da altre regioni), mentre un 17,6% alterna i due codici e un 5,2% (verosimilmente immigrati stranieri per la gran parte) utilizza un altro codice ancora; con gli amici, i cittadini della regione si esprimono in italiano per il 70%, in "dialetto" per il 6%, alternano i due codici per il 19,6% e usano un'altra lingua per il 2,5%; con estranei si preferisce l'italiano per l'87,1%, il "dialetto" per il 2,5%, l'alternanza dei due codici per l'8,7% e un altro idioma per l'1,1%. Questi dati lasciano supporre che la percentuale di locutori attivi sia alta soprattutto tra la popolazione nata prima del boom economico del Novecento (anni cinquanta, sessanta e settanta) e che scenda rapidamente fino a toccare lo zero tra le nuove generazioni; la distribuzione geografica vede inoltre una maggiore tenuta nelle aree rurali e rivierasche rispetto ai centri urbani principali.

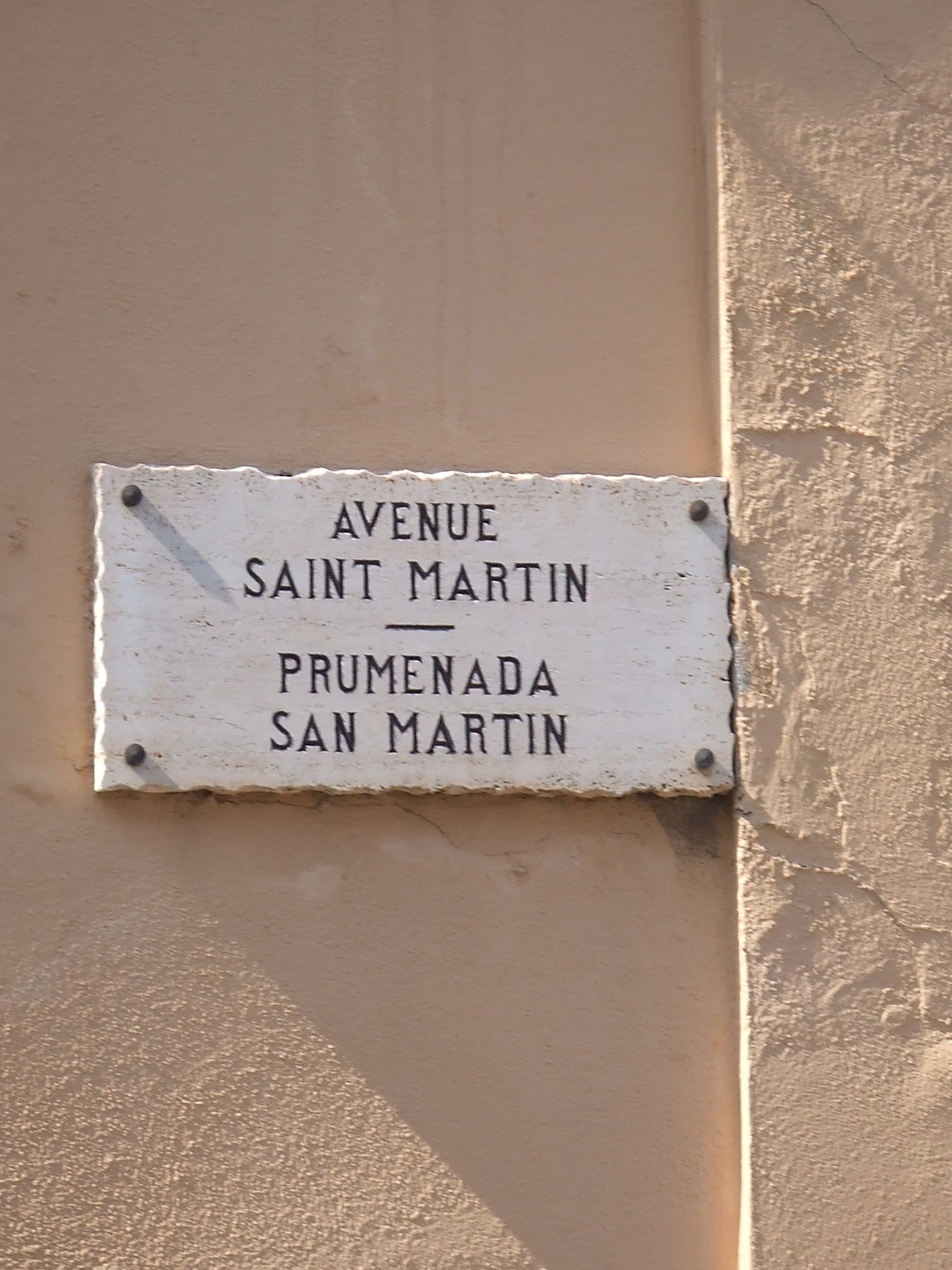
Targa bilingue in francese e monegasco. Il Principato di Monaco riconosce la varietà ligure locale come lingua nazionale (a fronte del francese riconosciuto come ufficiale) e come tale la include in specifici programmi di promozione, che coinvolgono ad esempio la presenza della lingua in ambito scolastico o nella toponomastica.

Nel Principato di Monaco il regresso della parlata rimonta invece già agli ultimi decenni del XIX secolo, quando cominciò a verificarsi una repentina crescita della popolazione in virtù dell'afflusso di lavoratori stranieri: la quasi completa scomparsa di questa varietà, già testimoniata in profonda crisi negli anni 1920 e ancor più per gli anni 1940, è definitivamente confermata negli anni 1960. Una trafila non troppo dissimile, relativamente all'abbandono della parlata, può essere supposta per il caso di Bonifacio in Corsica.
La scomparsa del ligure (figun) delle comunità di Biot, Mons ed Escragnolles in Provenza è da datare generalmente ai primi anni del Novecento, mentre a Gibilterra l'uso del genovese sopravvisse fin oltre alla seconda metà del secolo XX. Nelle comunità ligurofone presenti fino a tempi recenti in diversi paesi dell'America Latina (la più nutrita delle quali fu quella bonaerense) l'uso comunitario del genovese venne meno a partire dalla seconda metà del secolo scorso, in concomitanza con il cessare degli ultimi flussi migratori, e sopravvive oggi solo come mezzo di comunicazione familiare fra alcuni degli ultimi liguri emigrati e i loro discendenti.
A simili dinamiche fa eccezione solamente il tabarchino delle comunità sarde di Carloforte e Calasetta, caratterizzato da una tenuta diametralmente opposta all'abbandono della pratica linguistica in continente: stime del 1998 davano tale varietà come parlata dall'87% degli abitanti di Carloforte e dal 68% degli abitanti di Calasetta, situazione sostanzialmente confermata anche da dati più recenti.

## Storia linguistica interna
Dal punto di vista storico il ligure rappresenta l'evoluzione locale del latino volgare, caratterizzata - come si è visto - dall'emergere, insieme a fenomeni comuni con le lingue gallo-italiche, di caratteri nettamente peculiari e di raccordo con le lingue Italo-romanze dell’Italia centro-meridionale.
Tra i caratteri gallo-italici, non ugualmente condivisi in tutte le varietà del ligure, si segnalano ad esempio:
- l'evoluzione in [y] di Ū latino (PLŪS → ['ʧy]) e in [ø] di Ŏ latino (NŎVU(M) → ['nø:vʊ]);
- I nessi latini CE e CI sono stati assibilati in [ts] e, nella maggior parte dei dialetti successivamente si sono trasformati nel suono [s]. Ad esempio dal latino focācia → [fyˈgat͡sa] →  fugassa (pronunciato [fy'gasa]).
- I nessi GE, GI, DJ, J hanno avuto esito [ʤ], si è verificato poi un passaggio ulteriore che ha portato a [dz] (caratteristica condivisa con la quasi totalità delle lingue gallo-italiche). Nelle varietà più evolute [dz] si è poi deaffricato in [z]. (es. genovese medievale ['dzʊvɛn] "giovane", moderno ['zwenʊ]).
- l'evoluzione di [kt] a [jt] secondo un modello che viene dubitativamente riferito a influsso gallico. Ad esempio il latino FACTU(M) si è evoluto nel ligure antico faito (pronunciato ['fai̯tʊ]), fino al genovese moderno fæto (pronunciato ['fɛ:tʊ]);
- la palatizzazione di CL- e GL- in [ʧ], [ʤ] (es. CLAMARE → ciamâ [ʧa'mɑ:] ‘chiamare’, GLANDE(M) → ['ʤaŋda] 'ghianda');
- la lenizione delle consonanti sorde, che può raggiungere la completa sparizione (LŎCU → ['lø:gʊ] ‘luogo’, CEPULLA → [se'ula] → ['sjɔwla] ‘cipolla’, DIGITU(M) → ['di:ʊ] ecc.). La lenizione di [v] sia primaria che secondaria, (come sviluppo da [p], [b]) è un tratto molto precoce, essendo attestato già in documenti del XI secolo. Questa caratteristica è condivisa con piemontese, lombardo e veneto.

Tra i caratteri di raccordo con l'area centro-meridionale delle lingue neolatine:
- La scarsa diffusione della sincope e dell'apocope: in ligure le vocali atone del latini sono generalmente conservate, tranne le vocali finali dopo -[n] e -[l], -[r]. Ad esempio "gatto" è ['gatʊ] in ligure, contro il lombardo e piemontese [gat]. Un esempio di conservazione della vocale atona interna si ha nel ligure  [me'nestra] contro il piemontese ['mnɛstra]. Infine, in ligure non si è conservata la vocale atona dopo -[n] come in ['kaŋ] (cane).  Da questa tendenza sono esclusi le varianti dell'Oltregioco occidentale e centrale, che hanno una forte influenza piemontese, come ad esempio Calizzano dove in alcuni casi [e] viene centralizzata a scevà (ə) o addirittura soppressa [dzə'ɹɒ] / [dzɹɒ] "gelare".
- è avvenuta la palatizzazione spinta fino all'affricazione/spirantizzazione di PL-, BL- e FL- quale si ritrova anche in napoletano e siciliano, ma anche in portoghese: (PLANTA → ['ʧaŋta] ‘pianta’, BLASPHEMIA → [ʤa'stema] ‘bestemmia’, FLORE → ['ʃu:(a)]). Questo tratto è stato probabilmente adottato inizialmente dai dialetti centro-occidentali e successivamente dal genovese, quest'ultimo ha diffuso il fenomeno nel resto della Liguria. Questo viene suggerito dalla scarsa diffusione della palatizzazione di questi nessi (soprattutto di [fl]) andando verso levante. (es. genovese ['ʃämä] "fiamma" contro il ligure orientale e centro-orientale [fjämä]). Nell'Oltregiogo centrale (novese, ovadese) invece la palatalizzazione di PL-, BL- e FL- è totalmente assente (es. genovese [ʤa'ŋkʊ], e novese [bja'ŋkʊ]).
- la maggior parte delle caratteristiche morfologiche e sintattiche.

Tra le altre caratteristiche specifiche o che connotano comunque in maniera unitaria le varietà liguri:
- Caratteristici del ligure sono poi la conservazione dei suoni [ʃ] e [ʒ] del gallo- italico (e del reto-romanzo) antico, sviluppati a partire rispettivamente da KS, PSJ, e da SJ[18]; piemontese (la maggior parte dei dialetti),  emiliano e veneto hanno invece [s̠] e [z̠], che sono un'evoluzione successiva (es. ligure [lä'ʃä], emiliano [lɐ's̠ɛr], piemontese [lä's̠e], veneto [lä's̠är], “lasciare”)
- Davanti ad [r] la [ä] tonica passa ad [ɛ], es. arborem > ['ɛrbʊ] "albero" (pronuncia più antica ['ɛrbʊɹʊ]).
- Il passaggio da [l] a [r] e l'indebolimento di [r] in [ɹ], che nei dialetti più evoluti, compreso il genovese, arriva fino alla caduta: CARU → ['kaɹʊ] → ['ka:ʊ] ('caro'), [maɹa'veʤa] → [ma: 'veʤa] ('meraviglia'), ['ʧɛɹu] → ['ʧɛ:u] ('chiaro'), ecc. Questo fatto tra gli altri ha avuto conseguenze notevoli nella struttura delle parole: ad esempio FARINA è passato a [fa'ɹiŋna] e da qui a [fa'iŋa], con successiva ritrazione dell'accento in ['fajna] e chiusura del dittongo nel genovese moderno ['fɛŋa]; PATRE ha dato in genovese medievale l'esito ['pajɹe], conservato nei dialetti arcaici, in seguito al quale, dopo lo sviluppo di un'appendice semivocalica alla consonante labiale (['pwajɹe]) e alla chiusura del dittongo si è arrivati al genovese moderno ['pwɛ:] attraverso le fasi ['pwɛ:ɹe], ['pwɛ:ɹe]: sempre in genovese, tra le conseguenze di questi fenomeni di ristrutturazione fonetica, la quantità vocalica ha assunto valore fonologico, sia che si tratti di vocali toniche che atone: si distingue pertanto, ad esempio, tra [ka: 'seta] 'calza', con vocale atona lunga, e [ka'seta] 'mestolo' con vocale breve.

Il lessico ligure è per la stragrande maggioranza di derivazione latina, con rari affioramenti di sostrato celtico (ad es. la voce ligure occidentale barma ‘grotta’) ed elementi di superstrato germanico per lo più comuni all'area italiana settentrionale. I caratteri della latinità rimandano di volta in volta all'Italia settentrionale o a quella centro-meridionale, per la presenza di forme estranee alla tipologia dialettale galloitalica (ad esempio il tipo ['ne:vʊ] nipote, le forme ['frɛ:] ‘fratello’ e ['sø:] ‘sorella’, ecc.). Durante i secoli, a causa dell'espansione marittima di Genova e dei traffici commerciali, i dialetti liguri si sono arricchiti di numerosi elementi lessicali di varia provenienza araba (es. [ka'malu] ‘facchino’), greca ([maŋ'dilu] ‘fazzoletto’), spagnola, inglesi, francesi ecc.
Per la grafia tradizionale e i problemi connessi si rimanda alla voce ortografia ligure.

## Divisioni dialettali
Varietà di tipo genovese
     Transizione tra spezzino e varietà genovesi
     Dialetto spezzino
     Dialetti liguri orientali, parzialmente influenzati dal lunigianese
     Dialetti di transizione tra il ligure e il lunigianese
     + Figun (Alpes-Maritimes)
     + Figun (Var)
     Roiasco
     Tendasco (subvarietà del roiasco)
     Brigasco (subvarietà del roiasco)
     Monegasco
     Bonifacino

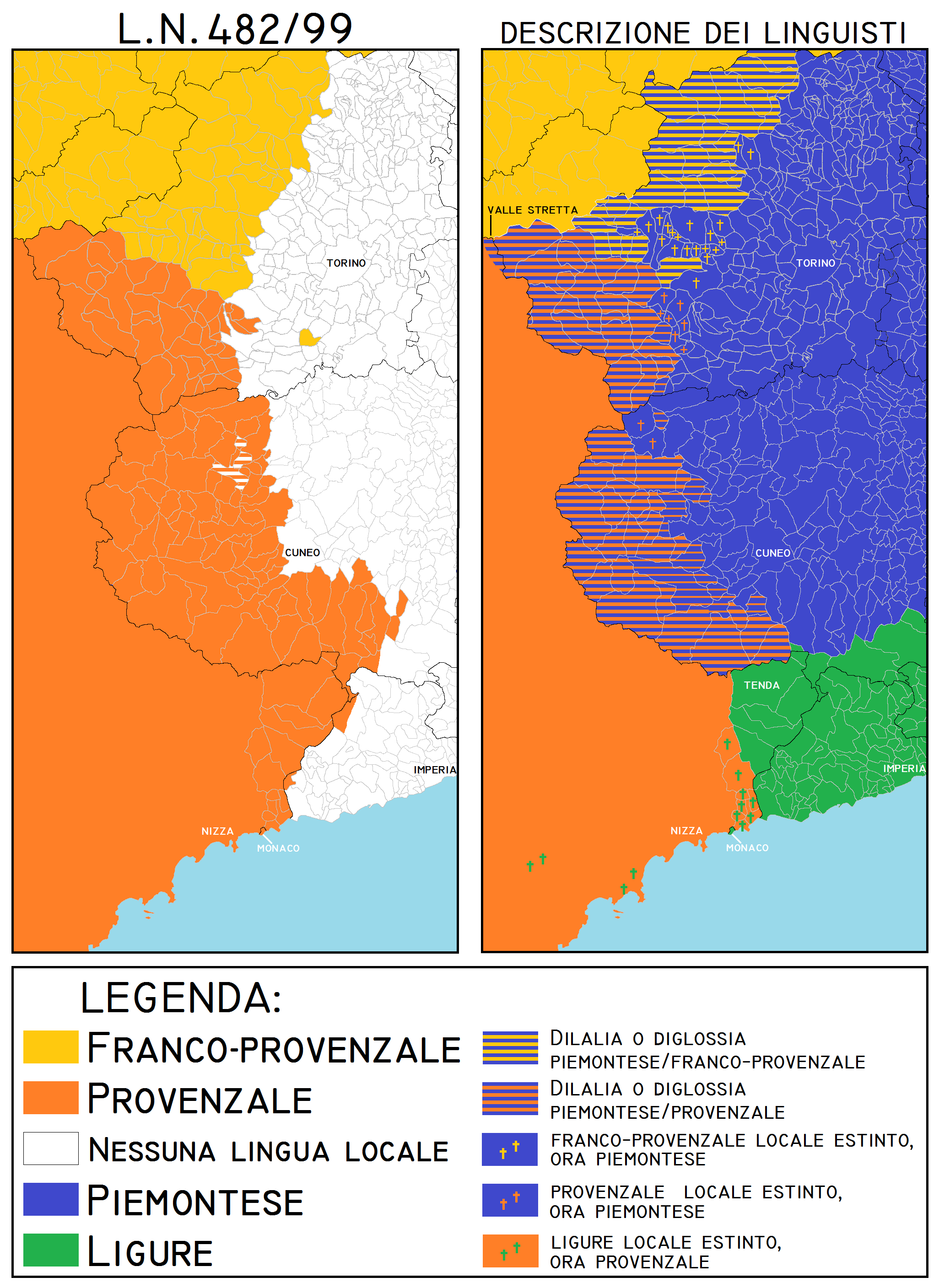
La comunità scientifica è ampiamente concorde nell'escludere la presenza di aree occitanofone in Liguria, nonostante quanto dichiarato da alcuni comuni e frazioni della Provincia di Imperia. Nell'immagine, la descrizione delle Valli occitane del nord-ovest italiano secondo quanto concesso dalla L.N. 482/1999 messa a confronto con i dati dei linguisti.

 I dialetti liguri rappresentano un gruppo sostanzialmente unitario nel quale le forze centrifughe date dal frazionamento territoriale sono state controbilanciate dall'influsso politico e culturale di Genova su gran parte del restante territorio. Se questo fatto ha marginalizzato da un lato i dialetti più eccentrici, come quelli arcaici delle Alpi Marittime (dialetto brigasco) o delle Cinque Terre, in alcuni casi si è verificata la conservazione nelle parlate provinciali di caratteristiche un tempo comuni al genovese urbano: ad esempio, la [ɹ] palatale caduta nella variante illustre a partire dal XVIII secolo è ancora saldamente presente in molte varietà della Riviera di Ponente, e i suoni [ts] e [dz] del genovese medievale si mantengono ancora in alcune aree montane. Al di là dell'influenza genovese, alcuni elementi di differenziazione interna sono comunque antichi: verso ovest e da quello occidentale estremo che è ['speʎu] Taggia inclusa; al contrario, l'esito del nesso latino -LI- è [ʤ] in un'area che va dai confini orientali fino alla zona di Finale Ligure (SV) (che ne è esclusa) (FAMILIA > [fa'miʤa]), mentre più a ovest si ha [ʎ] ([fa'miʎa]); tra i fenomeni di tipo galloitalico, inoltre, la velarizzazione di -N- e il passaggio di Ē latina ad [ej] sono estesi solo nella zona più direttamente influenzata da Genova, con LANA > ['laŋa] ('lana') e BIBERE > ['bejve] ('bere'), che va da Noli a Bonassola.

Confini orientali delle parlate liguri: dettaglio sulle zone di transizione dei dialetti parlati in Provincia della Spezia.
Varietà di tipo genovese
Transizione tra spezzino e varietà genovesi
Dialetto spezzino
Dialetti liguri orientali, parzialmente influenzati dal lunigianese
Dialetti di transizione tra il ligure e il lunigianese

Parlate liguri in Francia e a Monaco. Il dialetto figun si è estinto nella prima metà del secolo scorso.
+ Figun (Alpes-Maritimes)
+ Figun (Var)
Roiasco
Tendasco (subvarietà del roiasco)
Brigasco (subvarietà del roiasco)
Monegasco
Bonifacino

Sulla base di queste e di altre differenziazioni è ormai invalso l'uso di classificare i dialetti liguri secondo lo schema seguente:
- ligure orientale, dai confini orientali della Liguria fino a Levanto sulla costa (con l'area particolarmente conservativa delle Cinque Terre, ove la parlata è peculiare in quanto presenta influenze sia spezzine che genovesi), e fino a Brugnato (SP); il dialetto del centro urbano di La Spezia (spezzino) anche a causa di forti flussi migratori esterni che lo hanno interessato già a partire dal XIX secolo di presenta caratteristiche di confine fra l'area ligure, cui appartiene, e quella lunigianese; la Val di Vara mostra concordanze con il lunigianese, sempre maggiori procedendo verso sud-est, parimenti la percorrenza lungo l'asse nord-ovest trova progressivamente sempre più influenze genovesi: è proprio Sesta Godano a segnare uno spartiacque linguistico tra le due varietà fonetico-lessicali.
- ligure centrale o genovese, da Bonassola a Capo Noli, col corrispondente entroterra al di sotto dello spartiacque appenninico e appendici in valle Scrivia; si tratta della varietà più diffusa e parlata, riconosciuta come "illustre";
- ligure centro-occidentale, da Finale Ligure a Taggia.
- ligure occidentale (compreso l'intemelio), da Taggia a Monaco (monegasco);
- ligure alpino (o roiasco), nelle zone montane a nord della fascia occidentale, con caratteri conservativi; il dialetto brigasco di Realdo, Verdeggia e Olivetta San Michele, in provincia di Imperia, oltre a quello di Briga Alta (CN).  Appartiene alla famiglia delle parlate liguri alpine anche il dialetto ormeasco.
- ligure dell'Oltregiogo,, parlato al di sopra dello spartiacque alpino-appeninico: con caratteri di transizione verso il piemontese (Oltregiogo occidentale, che comprende la Val Roia, l’alta val Tanaro (Garessio, Ormea) a gran parte dell'alta val Bormida, Sassello e Ovadese)  il lombardo (Oltregiogo centrale, con centro a Novi Ligure, dove si parla il novese) e l'emiliano (Oltregiogo orientale con la val Staffora e Oltregiogo orientale, dalla val Trebbia alla val di Taro);
- Non costituisce un gruppo a sé il ligure coloniale, definizione convenzionale sotto la quale si raggruppano come si è visto il tabarchino, sostanzialmente aderente al genovese rustico, il dialetto ajaccino e il bonifacino, che rappresentano un'autonoma evoluzione dei dialetti liguri orientali degli originari coloni, con influssi del genovese urbano.

All'interno di questi raggruppamenti vigono differenziazioni anche sostanziali, ma in linea di massima le parlate liguri rimangono nettamente riconoscibili nel loro insieme e risultano caratterizzati da una forte unitarietà lessicale, che ne favorisce l'intercomprensione; il gruppo genovese è comunque il più compatto, anche se le differenze areali (ad esempio tra l'area del Tigullio e la varietà del capoluogo) e di ordine sociolinguistico (varianti rustiche, popolari, della borghesia urbana, ecc.) hanno una loro importanza. Esempi in proposito: il termine italiano "casa" rimane invariato nelle città di Genova e il suo litorale, mentre si dice "ca'" nell'entroterra genovese e nel ponente ligure; "lavoro" a Genova città è "lóu", mentre altrove nella genovesato e fino a Finale Ligure è "travagio" , che diventa "travajo" e "travaglio" spostandosi sempre più a ponente; gli avverbi italiani "forse" e "poi" non cambiano nel genovese cittadino, ma diventano "pöi", "forsci" e "fosci", andando verso ovest soprattutto nei vari entroterra. Sintomi generali questi di un'italianizzazione più precoce dei dialetti di città, ancor più se costiere, rispetto a quelli delle campagne.

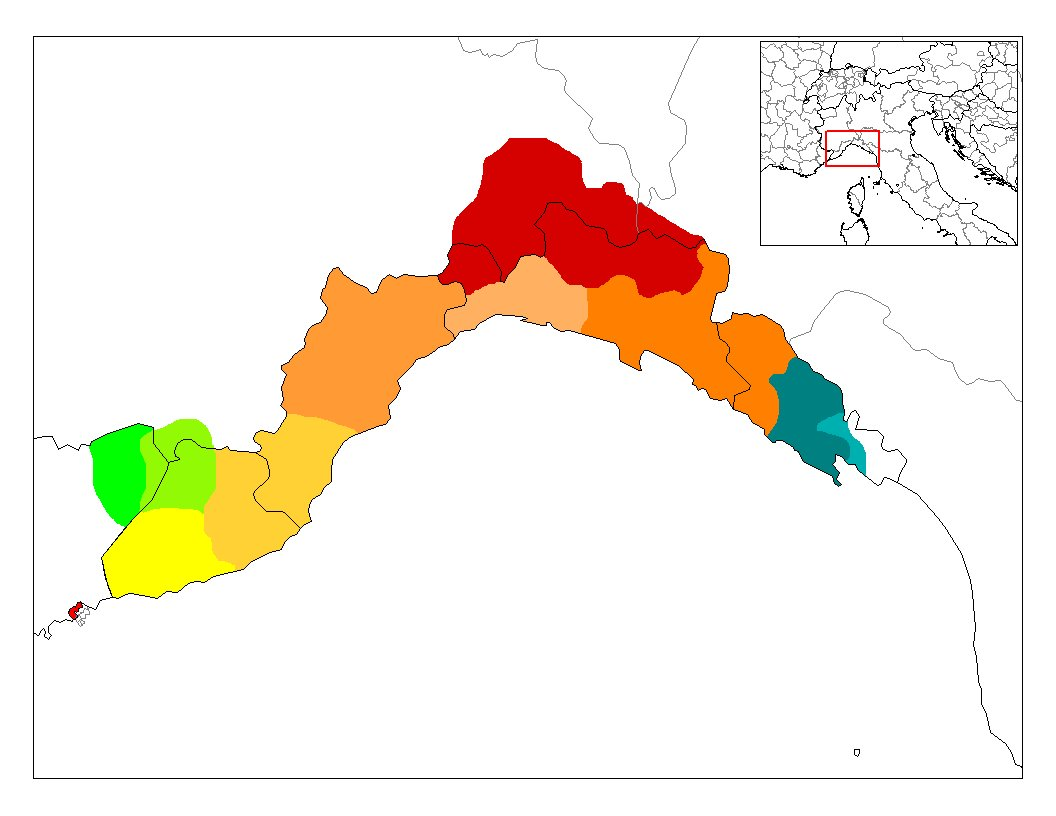
Le varianti dialettali della lingua ligure

## Storia linguistica esterna

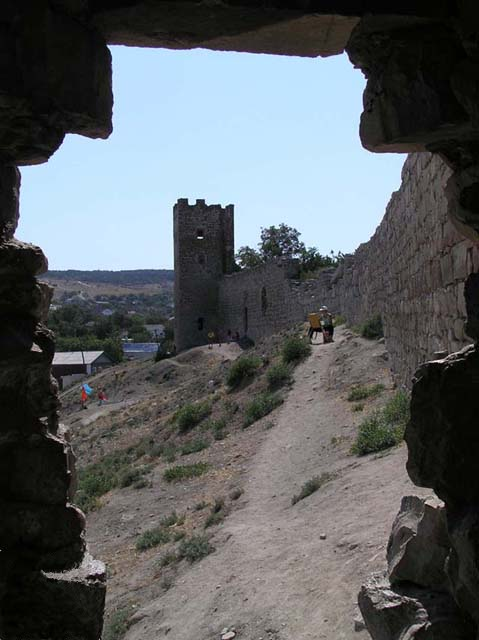
Fortezza genovese a Caffa, in Crimea. Qui nel 1380-1381 fu redatto in volgare ligure un trattato fra la Repubblica di Genova e il Khan dei Tartari.

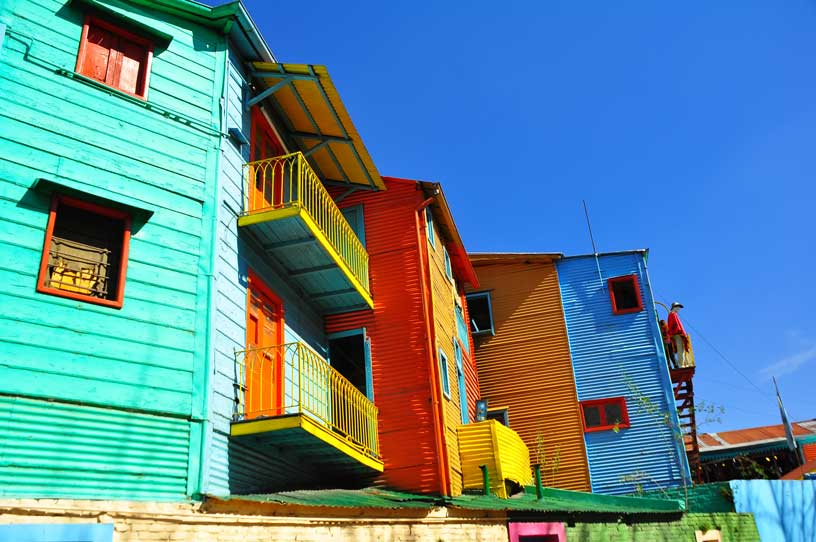
Case colorate nel quartiere di La Boca, Buenos Aires. La varietà di spagnolo rioplatense risulta ancor oggi fortemente influenzata, dal punto di vista lessicale, da numerosissimi genovesismi di uso quotidiano.

Accanto all'originale evoluzione linguistica, che denuncia l'alternarsi nel periodo di formazione di fasi di apertura verso il settentrione a momenti di maggiore orientamento verso sud (coincidenti probabilmente con la fase della resistenza bizantina all'espansione longobarda tra il VI e il VII secolo), un aspetto costitutivo della personalità attuale della lingua ligure è dato dalle conseguenze della precoce espansione politico-commerciale di Genova nell'Oltremare: più ancora che Venezia, interessata al controllo di un settore significativo del proprio retroterra, Genova, unificato lo stato regionale lungo l'arco rivierasco e oltre, si dimostrò poco attratta dai modelli culturali e linguistici del settentrione, al punto che l'alterità etnica rispetto ai "Lombardi" è un luogo comune costantemente rappresentato nella letteratura medievale.
Come si è visto, le dinamiche dell'espansione mediterranea introdussero precocemente, nel genovese e nelle parlate liguri, una serie di elementi lessicali di varia provenienza che contribuirono in maniera decisiva allo sviluppo di una personalità linguistica autonoma rispetto al retroterra: al contempo, il diretto raccordo con la Toscana eludeva la partecipazione dell'area ligure ai modelli di koinè italiana settentrionale, isolando Genova e le Riviere anche dai più recenti processi evolutivi in ambito galloitalico: "lingua del mare" quanto poche altre, il genovese ha lasciato inoltre una quantità notevole di prestiti non soltanto nelle lingue con le quali ha avuto più lunghi e durevoli contatti, come il corso, ma anche in diversi idiomi orientali, in spagnolo, in francese e naturalmente nell'italiano, che dal genovese ha mutuato una parte importante del proprio lessico marinaresco (parole come scoglio, cavo, gassa, bolentino, tra le altre, sono di derivazione ligure).
Va considerato, inoltre, che il genovese godette in epoca medievale e moderna di un notevole prestigio come lingua commerciale, diffusa poi a lungo nei grandi porti del Mediterraneo orientale e occidentale e lungo le coste americane dell'Atlantico: non solo le colonie commerciali genovesi, da Pera presso Costantinopoli a Caffa in Crimea assistettero a questa espansione linguistica (puntualmente rintracciabile nei documenti), ma ancora in pieno Ottocento il genovese ebbe un ruolo preminente nei contatti commerciali tra operatori locali ed europei ad esempio a Tunisi, e fu lingua tecnica della navigazione fluviale lungo il Río de la Plata in Argentina. Questa diffusione ebbe come riflesso interno una crescita del genovese come lingua scritta a partire dalla fine del XIII secolo.
Atti ufficiali redatti in volgare genovese appaiono con sempre maggiore frequenza fra il Trecento e il Quattrocento, e solo a partire dalla metà del Cinquecento si può parlare di una generalizzata sostituzione dell'italiano negli usi scritti (ove peraltro a prevalere fu sempre il latino). In questo modo il genovese finì per rappresentare un elemento caratterizzante nella rappresentazione retorica della "diversità" genovese, denunciata da Dante nella Divina Commedia ma assunta dalla classe dirigente locale come punto di forza della propria prassi politica: le peculiarità istituzionali della Repubblica, soprattutto a partire dal 1528, furono associate strettamente all'utilizzo di una lingua che gli umanisti italiani, come il Varchi, definirono "barbara" e "da tutte l'altre diversa", ma che proprio per questo gli intellettuali locali, come Paolo Foglietta non cessarono di promuovere come espressione originale di un senso di autonoma appartenenza.
Il rapporto lingua-identità divenne particolarmente vistoso tra il XVII e il XIX secolo, prima in polemica con l'italiano fiorentino e lo spagnolo, lingue "forestiere" rifiutate da una parte dell'aristocrazia locale, poi come elemento di coesione interclassista ai tempi della guerra di liberazione dall'occupazione austro-piemontese del 1745-1748.
Se a differenza dei vicini stati sabaudi l'italiano, per quanto piuttosto diffuso (e non soltanto nei ceti intellettuali), non ebbe mai prerogative di ufficialità durante l'Ancien régime, con l'occupazione piemontese (1815) il suo uso pubblico incise profondamente il prestigio del genovese, sempre più relegato al rango di linguaggio tecnico della navigazione e del commercio, oltre che, ovviamente, come linguaggio parlato: la reazione autonomista sviluppatasi soprattutto prima della proclamazione del Regno d'Italia (1861) si servì comunque del genovese in funzione anti-monarchica, e tracce significative di questo atteggiamento, che confermava il nesso imprescindibile tra identità linguistica e senso di appartenenza, si ritroveranno nella prassi di scrittori attivi fino ai primi decenni del Novecento. A partire da allora, il regresso del genovese e delle parlate liguri segue modalità analoghe a quelle che contraddistinguono il progressivo calo di prestigio delle diverse parlate regionali in Italia.
La legislazione regionale in materia linguistica è tra le più arretrate in Italia e le attività di promozione e valorizzazione del patrimonio linguistico restano allo stato attuale affidate essenzialmente a iniziative di volontariato non sempre sostenute da un'opportuna preparazione scientifico-culturale.

## Letteratura
Quella in genovese presenta caratteri insoliti nel quadro delle letterature regionali italiane: è dotata anzitutto di una propria continuità storica e contenutistica, verificabile a partire dai testi delle origini, e si distingue per il deciso prevalere di temi e caratteri che esulano da quelli modernamente individuati come caratteristici della “dialettalità”.
Il primo testo, risalente al 1190, è il contrasto bilingue di un trovatore provenzale, Raimbaut de Vaqueiras, nel quale una dama genovese risponde per le rime a un corteggiatore occitano. Questo esperimento letterario isolato, tra i primi a prevedere l'uso di un volgare di area italiana, spicca tra i documenti di carattere notarile anticipando solo dal punto di vista linguistico i successivi frammenti epico-lirici e la complessa opera poetica dell'Anonimo Genovese (contenuta nel Codice Molfino), che tra la fine del Duecento e i primi del Trecento sviluppa nelle sue Rime temi di carattere religioso e morale, ma soprattutto l'esaltazione patriottica delle vittorie navali sui veneziani: è l'iniziatore di un robusto filone di poesia civile che continuerà nei secoli successivi accanto alla produzione lirica, orientata in un primo tempo su contenuti religiosi (le Laudi di tradizione tosco-umbra, primo embrione del teatro in volgare).
Il Trecento tuttavia vede soprattutto una notevole fioritura di testi in prosa (prevalentemente anonimi, ma anche di autori come Gerolamo da Bavari o Antonio de Regibus), opere originali o tradotte dal latino, dal francese, dal toscano e dal catalano con le quali Genova si propone quale centro di ricezione e di trasmissione per un tipo di letteratura moraleggiante, a carattere narrativo, cronachistico e dottrinale, che tocca i suoi vertici nella Passion de lo Segnor Gexù Christe e in alcune raccolte di vite di santi e leggende mariane (Miràcori de la biâ Verzem). Questo filone continua nel Quattrocento arricchendosi di contenuti escatologici nella Istòria de lo complimento de lo mondo e avegnimento de Antechriste, ma intanto l'uso del genovese come lingua cancelleresca implica la trascrizione di orazioni politiche e altre prose civili. La poesia in volgare stigmatizza in quell'epoca le discordie intestine, ma celebra anche, con Andreolo Giustiniani, le più recenti vittorie d'oltremare.
Nel corso del Cinquecento la lirica religiosa cede progressivamente il passo a quella di carattere amoroso, condotta tra gli altri da Paolo Foglietta e Barnaba Cigala Casero sui registri sostenuti del petrarchismo. Con Foglietta in particolare riprende vigore la poesia civilmente impegnata che riflette il complesso dibattito istituzionale interno della Repubblica: nasce in quell'epoca anche un teatro plurilingue, destinato a grande fortuna nel secolo successivo grazie all'opera di Anton Giulio Brignole Sale, in cui i personaggi che si esprimono in genovese rappresentano dietro metafora le problematiche politiche che si agitano in quel periodo. Gian Giacomo Cavalli è l'autore più rappresentativo del concettismo barocco della prima metà del Seicento e il poeta che più di ogni altro sviluppa, con la sua lirica amorosa e i poemetti encomiastici e patriottici raccolti nella Çìttara zeneize (1636) una lingua letteraria nettamente distinta dalla parlata popolare fatta propria tra gli altri, nello stesso periodo, da Giuliano Rossi.
Dopo la crisi di metà Seicento l'espressione in genovese riprende vigore su temi politico-patriottici, prima con le opere di Carlo Andrea Castagnola e Gio. Agostino Pollinari che celebrano la resistenza genovese al bombardamento francese del 1684, poi con la fioritura intorno al 1745-1748 di un'ampia produzione epica dedicata alla guerra di liberazione dall'occupazione austro-piemontese (la cosiddetta guerra di Balilla) e alle ultime vittorie sui corsari barbareschi: a opere anonime come la Libeaçion de Zena e il Trionfo dro pòpolo zeneize si associa in particolare la multiforme attività poetica e teatrale di Stefano de Franchi, autore aristocratico che apre tuttavia al gusto popolaresco nelle sue traduzioni da Molière (Comedie transportæ da ro françeize in lengua zeneize) e nelle poesie originali di contenuto lirico e patriottico. Questa vena sarà continuata con accenti diversi durante la breve stagione della poesia rivoluzionaria legata all'instaurazione (1797) del regime filofrancese.
L'Ottocento si apre all'insegna dello scoramento per l'annessione forzata alla monarchia sabauda, che genera da un lato il disimpegno, risolto in chiave introspettiva e moraleggiante, di Martin Piaggio (Esòpo zenéize), dall'altro la reazione patriottica e liberal-repubblicana di autori come Giovanni Casaccia, Giovanni Battista Vigo e soprattutto Luigi Michele Pedevilla, che col poema epico A Colombìade si inserisce a pieno titolo nel clima delle rinascenze culturali delle lingue minoritarie europee. Riprende vigore nell'Ottocento anche la produzione in prosa: sia la narrativa, per lo più legata alle appendici di giornali in genovese come O Balilla e O Staffî, dove compaiono le opere di Edoardo M. Chiozza e il romanzo anonimo di ambientazione americana Ginn-a de Sanpedænn-a; sia il teatro, che vede in Nicolò Bacigalupo il primo autore in genovese di gusto schiettamente dialettale.
Ai primi del Novecento, mentre nasce o cresce la scrittura in alcune varietà dialettali periferiche (spezzino, ventimigliese, alassino, monegasco), Angelico Federico Gazzo con la traduzione integrale della Divina Commedia si inserisce, rinnovandolo, al seguito del filone regionalista ottocentesco; dopo gli aggiornamenti tentati da Carlo Malinverni, il clima poetico del Novecento è dominato però dalla figura di Edoardo Firpo, autore attento al recupero della tradizione classica ma aperto al decadentismo e al rinnovato gusto della poesia dialettale italiana contemporanea. Nello stesso periodo si distingue anche il poeta savonese Giuseppe Cava.
Degno di nota è anche Francesco Augusto Masnata autore della prima commedia storica in genovese, intitolata, Che l'inse? narrante le vicende del 1749.
Nel secondo dopoguerra la poesia in genovese e nelle varietà liguri cresce per qualità e quantità con autori come l'imperiese Cesare Vivaldi, i ventimigliesi Renzo Villa e Andrea Capano, il lericino Paolo Bertolani, e soprattutto i genovesi, da Alfredo Gismondi e Aldo Acquarone, a Plinio Guidoni (anche drammaturgo), Roberto Giannoni, Luigi Anselmi, Vito Elio Petrucci, Silvio Opisso, Giuliano Balestreri, Sergio Sileri, Sandro Patrone, Angelo de Ferrari, Daniele Caviglia, Alessandro Guasoni, Enrica Arvigo, Anselmo Roveda e numerosi altri, non sempre meritevoli di menzione per l'eccellenza artistica, ma comunque rappresentativi dell'interesse che circonda nella fase attuale l'uso letterario del genovese. Una certa sclerosi riguarda negli ultimi tempi il teatro, legato ai modelli farseschi imposti dall'attore Gilberto Govi, mentre la canzone d'autore, dopo le punte di eccellenza inaugurate da Fabrizio De André, si è solidamente avviata verso i modelli propri della canzone d'autore, aprendosi al contempo a sonorità internazionali e vicine ai gusti dei giovani quali il pop, il reggae e il rap. Accanto a una rinnovata attività di traduzione, l'attuale produzione in prosa si sviluppa soprattutto nell'ambito della pubblicistica (anche all'interno di emittenti e testate particolarmente rilevanti in ambito locale, quali Primocanale e Il Secolo XIX) ed evidenzia la ricerca di rinnovati ambiti espressivi come la prosa scientifica e divulgativa.

## Fonologia e pronuncia
La lingua ligure presenta suoni vocalici che non esistono nell'italiano standard . Il suono [ø] si trova in varie lingue tra cui il francese dove è scritto con la legatura eu, ad esempio in feu (fuoco) e peu (poco). Il suono [ø] è frequente anche in tedesco ove è scritto con la lettera ö e lo si trova in schön (bello). In genovese si trova il suono [ø] ad esempio in cieuve (piove) e si scrive il suono con la grafia eu.
Nell'ortografia della lingua ligure, la lettera x indica il suono [ʒ], che si trova ad esempio in Francese espresso con la lettera j, in parole come je (io), jour (giorno), e jeune (giovane).
Nel ligure esiste una distinzione tra vocali lunghe e corte. La legatura æ indica il suono [ɛː] che è una e aperta e lunga. Lo si trova ad esempio in mainæ (marinai), arrivæ (arrivati).
Nell'ortografia ufficiale della lingua ligure, la lettera o senza accenti si pronuncia [u]. Ad esempio la parola genovese diségno si trascriverebbe in italiano come disegnu. Questa regola ortografica esiste anche nel portoghese. Il dialetto ligure spezzino, che ha ortografia e pronuncia diversa, non segue questa regola.
Mentre la lettera o senza accenti si pronuncia [u], la lettera ò con accento tonico corrisponde alla stessa ò aperta italiana, denotata nell'alfabeto fonetico col simbolo [ɔ].
Infine una eccezione è che la o senza accenti nella combinazione ou come in mangiou (mangiato) si pronuncia [ɔw] con una ò aperta.
Nella lingua ligure esiste il suono [y] che si trova in francese ad esempio in venu, /və.ny/ (venuto) ed esiste in tedesco ad esempio in über [ˈyːbɐ] (sopra). In ligure, nell'ortografia ufficiale, il suono [y] si trova scritto con la lettera u, ad esempio in nuo, pronunciato /nyu/ (nudo). Tuttavia, in alcuni casi la lettera u genovese potrebbe anche leggersi come u in italiano, ad esempio il genovese quello si trascriverebbe in italiano come "quelu"
Nell'ortografia ufficiale del genovese, la lunghezza delle vocali si marca con l'accento circonflesso ^ e altre volte con i due punti sopra la lettera. Ad esempio i verbi all'infinito della prima coniugazione come cantâ (cantare) hanno una a finale accentata e lunga. Tuttavia, altre volte alcune parole contengono vocali lunghe che secondo l'ortografia ufficiale non si marcano.
Una particolarità della lingua genovese riguarda l'utilizzo della consonante nasale velare [ŋ]. In italiano la lettera n si pronuncia in due modi. Ad esempio nella parola italiana "nonna" la n si realizza toccando le radici dei denti con la punta della lingua, questo tipo di consonante n è chiamato in linguistica "alveolare". Tuttavia in italiano, quando la n si trova prima di una consonante velare, come in anca, mango, incapace la lettera n si pronuncia stringendo la gola, senza usare la punta della lingua.
In fonologia questo tipo di n articolato con la gola è chiamata nasale velare ed è denotata con [ŋ]. La particolarità del genovese è che la [ŋ] si trova anche tra due vocali, ad esempio nella parola boña (buona) la lettera ñ si realizza stringendo la gola, in contrasto all'italiano in cui per pronunciare la n in "buona" si toccano le radici dei denti con la punta della lingua. Allo stesso modo l'articolo indeterminativo femminile genovese una si pronuncia con la n "in gola".
Per la lingua ligure esistono ortografia alternative, ad esempio per l'album Creuza de mä di Fabrizio de André si utilizzò un'ortografia alternativa, in cui la grafia "û" indica la [y], e la grafia "n-" col trattino indica la consonante velare [ŋ]. In questa ortografia, boña si scrive bun-a, nuo si scrive nûu.

## Morfosintassi

### Sostantivo
Nella lingua ligure la formazione del plurale ha regole più complesse dell'italiano standard. Come in Italiano, le parole al maschile singolare in -o hanno il plurale in -i, mentre le parole al femminile singolare in -a, hanno il plurale in -e. Inoltre la lingua ligure ha forme irregolari del plurale, la lingua include alcune parole come can (plurale: chen) che formano il plurale con la metafonia, ovvero la modificazione di vocali interne alla parola. Nella lingua ligure rimangono col plurale invariato le parole che terminano in -eu (figeu), le parole che terminano in -in, le parole che terminano in æ (veitæ), infine rimangono invariate le parole che al femminile singolare terminano in -e, come luce
| singolare       | plurale   | traduzione                |
| --------------- | --------- | ------------------------- |
| o mego          | i meghi   | il medico, i medici       |
| a carega        | e careghe | la sedia, le sedie        |
| o mainâ         | i mainæ   | il marinaio, i marinai    |
| a canson        | e cansoin | la canzone, le canzoni    |
| o can           | i chen    | il cane, i cani           |
| o pescòu        | i pescoei | il pescatore, i pescatori |
| a ciave         | e ciave   | la chiave, le chiavi      |
| a luxe [ˈlyːʒe] | e luxe    | la luce, le luci          |

### Aggettivi

#### Aggettivi Numerali
Nella morfologia della lingua ligure gli aggettivi numerali corrispondenti a due e tre hanno una forma femminile, a differenza dell'italiano in cui due e tre hanno genere invariato. Le ore della giornata si riportano in maniera simile alla lingua francese, con il sostantivo oe (ore, pronunciato "ue") che segue il numero cardinale.
| cardinali 1-5                        | 6-10           | 11-15            | 16-20     | ordinali 1-5  | 6-10                         | 11-15                    |
| ------------------------------------ | -------------- | ---------------- | --------- | ------------- | ---------------------------- | ------------------------ |
| un /'yŋ/ (masc) una /'yŋˑa/ (fem)    | sëi            | unze [ˈyŋze]     | sezze     | primmo        | sesto                        | unzen unzeximo           |
| doî [ˈdwiː] (masc) doe [ˈduːe] (fem) | sette          | dozze [ˈduzˑe]   | dïsette   | segondo       | setten settimo               | dozzen dozzeximo         |
| trei (masc) træ (fem)                | eutto [ˈøtˑu]  | trezze [ˈtrezˑe] | dixeutto  | terso         | eutten ottavo                | trezzen trezzesimo       |
| quattro                              | neuve [ˈnøːve] | quattòrze        | dixineuve | quarto        | noven [nuˈveŋ] nöno [ˈnɔːnu] | quattorzen quattorzeximo |
| çinque                               | dexe [ˈdeːʒe]  | chinze           | vinti     | quinto chinto | dëxen deximo                 | chinzen chinzeximo       |

Esempi di utilizzo
- - Pe piaxei, scià me o sa dî che oa l’é? - L'é za çinque oe! (- Per piacere, lei sa dirmi che ora è? - Sono già le cinque!)

#### Aggettivi e pronomi dimostrativi
Gli aggettivi dimostrativi del ligure sono gli stessi dell'Italiano: sto (pronunciato "stu"), questo (pronunciato "questu"), sta, questa, sti, questi, ste, queste. Seguono poi quello (pronunciato "quelu"), quelli, quella, quelle.

#### Aggettivi e pronomi indefiniti
Gli aggettivi che esprimono una quantità indefinita sono quarche (qualche), dötrei (maschile plurale, lett: due o tre), dötræ (femminile plurale, lett: due o tre), tanto (pronunciato "tantu"), tanti, tanta, tante, nisciun, nisciuña.
Esempi di utilizzo
- Gh'ò dötræ patatte into frigo (pronunciato "Gh'ò dòtrè patate intu frigu", ho qualche patata nel frigo)
- Gh'ò dötrei salammi into frigo
- No gh'é niscuña torta into forno (non c'è nessuna torta nel forno)

I pronomi indefiniti italiani "qualcuno", "qualcuna", "alcune persone" si esprimono con quarchedun (maschile singolare), quarcheduña (femminile singolare), çertidun (maschile plurale), çertiduñe (femminile plurale)

### Pronomi personali
I pronomi personali soggetto indicano il soggetto della frase e si possono omettere. La lingua ligure, in modo simile alla lingua emiliana, prevede dei pronomi personali clitici che vanno inseriti obbligatoriamente prima del verbo, alla seconda persona singolare ed alla terza persona singolare. Quindi nella frase ti ti parli, il primo ti è un pronome soggetto che si può omettere, il secondo ti è un pronome soggetto clitico che va inserito obbligatoriamente alla seconda persona singolare.
Il pronome personale soggetto della terza singolare, lê, traduce sia "egli" che "ella", ma tale ambiguità è risolta dal pronome clitico che segue, o (pronunciato [u]) per un soggetto maschile, a per un soggetto femminile. La forma di cortesia è sciâ, e si coniuga alla terza singolare come il Lei dell'italiano standard.
| soggetto                     | soggetto clitico                                                        | complemento diretto / indiretto       |
| ---------------------------- | ----------------------------------------------------------------------- | ------------------------------------- |
| mi                           |                                                                         | me                                    |
| ti                           | ti                                                                      | te                                    |
| lê                           | o (maschile)/ a (femminile) / l' (prima di verbo che inizia con vocale) | ô ['uː] / â ['a:]                     |
| niatri [ˈnjaːtri], niatre    |                                                                         | ne                                    |
| viatri [ˈvjaːtri], viatre    |                                                                         | ve                                    |
| lô ['lu:], liatri ['lja:tri] |                                                                         | î [ˈiː](maschile) ê [ˈeː] (femminile) |

Esempi di utilizzo
- i vòstri messaggi me son arrivæ (i vostri messaggi mi sono arrivati)
- te saluo! (ti saluto)
- ti ô veu o vin? (lo vuoi il vino?)
- nòstro poæ ne a delongo vosciuo ben (nostro padre ci ha sempre voluto bene)
- ve l’an za dito? (ve l'hanno già detto?)
- ti î veddi? (li vedi?)
- ti ê saveivi ste cöse? (le sapevi ste cose?)

#### Aggettivi e pronomi possessivi
Nella lingua ligure, prendendo come riferimento il dialetto genovese, gli aggettivi possessivi corrispondenti a mio, tuo, suo, loro sono invariati per genere e numero dell'oggetto posseduto. Il possessivo corrispondente a tuo/tuoi/tua/tue si può esprimere equivalentemente con tò pronunciato [ˈtɔ] oppure con teu [ˈtøː]. Allo stesso modo suo ha due forme equivalenti seu [ˈsøː] e sò [ˈsɔ].
| Possessivi italiani            | Possessivi liguri                       |
| ------------------------------ | --------------------------------------- |
| mio, mia, miei, mie            | mæ [ˈmɛː]                               |
| tuo, tua, tuoi, tue            | tò [ˈtɔ] / teu [ˈtøː]                   |
| suo, sua, suoi, sue            | seu [ˈsøː] / sò [ˈsɔ]                   |
| nostro, nostra, nostri, nostre | nòstro [nɔstru], nòstra, nòstri, nòstre |
| vostro, vostra, vostri, vostre | vòstro, vòstra, vòstri, vòstre          |
| loro                           | seu [ˈsøː] / sò [ˈsɔ]                   |

Esempi di utilizzo
- O tò conseggio o l'é sbaliou (il tuo consiglio è sbagliato) [U tɔ cunseggiu u l'e sbaliɔu]
- E seu çioule son boñe (Le sue cipolle sono buone) [E sø siɔule sun buŋe]

### Verbi
La lingua ligure, prendendo la varietà genovese, presenta una morfologia dei verbi con quattro coniugazioni e vari verbi irregolari. La prima coniugazione ha l'infinito in -â, la seconda coniugazione ha l'infinito in -éi, la terza coniugazione ha l'infinito in -e, la quarta coniugazione ha l'infinito in -î. Viene presentata la flessione di quattro verbi: parlâ (parlare), dovéi (dovere), vende (vendere), sentî (sentire)

#### Tempo presente indicativo
|  |  | 1a coniugazione           | 2a coniugazione         | 3a coniugazione           | 4a coniugazione           |
|  |  | ------------------------- | ----------------------- | ------------------------- | ------------------------- |
|  |  | (mi) parlo                | (mi) devo               | (mi) vendo                | (mi) sento                |
|  |  | (ti) ti parli             | (ti) ti devi            | (ti) ti vendi             | (ti) ti senti             |
|  |  | (lê) o parla (lê) a parla | (lê) o deve (lê) a deve | (lê) o vende (lê) a vende | (lê) o sente (lê) a sente |
|  |  | (niatri) parlemmo         | (niatri) dovemmo        | (niatri) vendemmo         | (niatri) sentimmo         |
|  |  | (viatri) parlæ            | (viatri) duvéi          | (viatri) vendéi           | (viatri) sentî            |
|  |  | (liatri) parlan           | (liatri) devan          | (liatri) vendan           | (liatri) séntan           |

|        | essere (ëse ) | avere (avei)  | sapere (savei) | potere (poei) |
| ------ | ------------- | ------------- | -------------- | ------------- |
| mi     | son           | ò             | sò             | posso         |
| ti     | t'ê           | t'æ           | ti sæ          | ti peu        |
| lê     | o l'é a l'é   | à o l'à a l'à | o sa a sa      | o peu a peu   |
| niatri | semmo         | emmo          | savemmo semmo  | poemmo poemo  |
| viatri | sei           | ei            | savei sei      | poei          |
| liatri | son           | an            | san            | pòssan        |

## Confronto tra il ligure (varietà genovese) e altre lingue neolatine
Si propone nelle tabelle che seguono un confronto tra il tipo ligure e le principali lingue neolatine e una panoramica lessicale dei vari dialetti liguri, utile a fare risaltare l'unità e la varietà all'interno dell'area.
| Ligure                  | Italiano              | Latino      | Piemontese       | Lombardo insubre | Lombardo orobico | Francese  | Siciliano     | Spagnolo  | Portoghese | Occitano          | Catalano     | Sardo                           | Corso            |
| ----------------------- | --------------------- | ----------- | ---------------- | ---------------- | ---------------- | --------- | ------------- | --------- | ---------- | ----------------- | ------------ | ------------------------------- | ---------------- |
| primmaveia [prima'veja] | primavera             | *prīmavēra  | prima            | primavera        | primaera         | printemps | primavera     | primavera | primavera  | Prima             | primavera    | beranu                          | veranu/primavera |
| domenega [du'menega]    | domenica              | dominicus   | dumìnica/domegna | domènega         | dumeneca         | dimanche  | duminica      | domingo   | domingo    | Dimenche          | diumenge     | domìniga/o                      | dumènica         |
| zenâ [ze'na:]           | gennaio               | iānuārius   | gené             | genar/gener      | gener            | janvier   | Jinnaru       | enero     | janeiro    | genier            | gener        | ghennàrgiu                      | ghjennaghju      |
| eutto ['øtu]            | otto                  | octō        | eut              | vòt              | òt               | huit      | ottu          | ocho      | oito       | uech              | vuit         | oto                             | ottu             |
| òmmo ['ɔmu]             | uomo                  | homo        | òm               | òm               | òm               | homme     | omu           | hombre    | homem      | òme               | home         | òmine                           | omu              |
| ascordâse [askur'da:se] | scordare/ dimenticare | s-recordārī | dësmentié/oblié  | descordar        | desmentegà       | oublier   | scurdari      | olvidar   | esquecer   | demembrar/oblidar | oblidar      | ismentigare/olvidare/scadesciri | scurdassi        |
| cösa ['kɔ:sa]           | cosa                  | causa       | còsa             | lavor            | laur             | chose     | cosa          | cosa      | coisa      | causa             | cosa         | cosa                            | cosa             |
| nio ['ni:u]             | nido                  | nīdus       | ni               | nid              | nid              | nid       | nidu          | nido      | ninho      | nis               | niu          | niu                             | nidu             |
| teito ['tejtu]          | tetto                 | tēctum      | covert           | covert/tecc      | tecc             | toit      | tettu/dammusu | techo     | tecto      | cubert/teulat     | sostre       | teulado                         | tettu            |
| freido ['frejdu]        | freddo                | frīgidus    | frèid            | frègg            | frècc            | froid     | friddu        | frío      | frio       | freg              | fred         | fritu/frius                     | fretu            |
| ceuve ['ʧø:ve]          | piovere               | *plŏvĕre    | pieuve           | pioeuv           | piöf             | pleuvoir  | chioviri      | llover    | chover     | plòure            | ploure       | pròere                          | piove            |
| graçie ['grasje]        | grazie                | grātia      | mersì/grassie    | grasia/mersì     | grasie           | merci     | grazzi        | gracias   | obrigado   | mercés            | gràcies l    | gràtzias                        | grazie           |
| gexa ['ʤe:ʒa]           | chiesa                | ecclesia    | gesia            | cesa             | cesa             | église    | chiesa        | iglesia   | igreja     | glèisa            | església     | crèsia                          | ghjesgia         |
| rosso ['rusu]           | rosso                 | russus      | ross             | ross             | ross             | rouge     | russu         | rojo      | vermelho   | rotge/ros         | vermell/roig | arrubiu/ruju                    | rossu            |
| giano ['ʤa:nu]          | giallo                | galbinus    | giàun            | giald            | zald             | jaune     | giarnu        | amarillo  | amarelo    | jaune             | groc         | grogu                           | giallu           |
| gianco ['ʤaŋku]         | bianco                | *blancus    | bianch           | bianch           | bianch           | blanc     | jancu         | blanco    | branco     | blanc             | blanc        | biancu/arbu                     | biancu           |
| sciô ['ʃu:]             | fiore                 | flos        | fior             | fior             | fiur             | fleur     | çiuri         | flor      | flor       | flor              | flor         | frore                           | fiore            |
| fæña ['fɛŋa]            | farina                | farīna      | farin-a          | farina           | farèna           | farine    | farina        | harina    | farinha    | farina            | farina       | farina/arina/scetti             | farina           |
| moæ ['mwɛ:]             | madre                 | mater       | mare             | màder            | màder/mare       | mère      | matri         | madre     | mãe        | maire             | mare         | mama                            | mamma/madre      |
| lalla ['lala]           | zia                   | thia        | magna            | zia              | zia              | tante     | zà/ziana      | tía       | tia        | tanta             | tia          | tzia                            | zìa              |

## Confronto tra le pronunce nelle diverse varietà liguri
| Ortografia                                                     | La Spezia    | Novi Ligure   | Genova       | Savona                | Carloforte      | Calizzano    | Albenga      | Ventimiglia   | Italiano   |
| -------------------------------------------------------------- | ------------ | ------------- | ------------ | --------------------- | --------------- | ------------ | ------------ | ------------- | ---------- |
| ciù - pù                                                       | ['ʧy]        | ['py]         | ['ʧy]        | ['ʧy]                 | ['ʧy]           | ['ʧy]        | ['ʧy]        | ['ʧy]         | più        |
| gianco - bianco                                                | ['ʤaŋko]     | ['bjaŋku]     | ['ʤaŋku]     | ['ʤaŋku]              | ['ʤaŋku]        | ['ʤaŋku]     | ['ʤaŋku]     | ['ʤaŋku]      | bianco     |
| sciama - fiama                                                 | ['fjama]     | ['fjɒma]      | ['ʃama]      | ['ʃɒma]               | ['ʃɒma]         | ['ʃɒma]      | ['ʃama]      | ['ʃama]       | fiamma     |
| coniglio - conigio - conì - conijo                             | [ko'niʤo]    | [ku'ni]       | [ku'niʤu]    | [ku'niʤu]             | [ku'niʤu]       | [ku'niju]    | [ku'niju]    | [ku'niʎu]     | coniglio   |
| famiglia - famigia - famîa - famija                            | [fa'miʤa]    | [fa'mi:a]     | [fa'miʤa]    | [fa'miʤa]             | [fa'miʤa]       | [fa'mia]     | [fa'mi:a]    | [fa'miʎa]     | famiglia   |
| muraglia - muraja - miagia - mi-âgia - miâgia                  | ['mia:ʤa]    | [my'rɒja]     | ['mja:ʤa]    | ['mjɒʤa]              | ['mjɒ:ʤa]       | [my'ɹɒja]    | [my'ɹaja]    | [my'ɹaʎa]     | muro       |
| mandriglio - mandilo                                           | [maŋ'dilo]   | [maŋ'dilu]    | [maŋ'dilu]   | [maŋ'dilu]            | [maŋ'dilu]      | [maŋ'dilu]   | [maŋ'dilu]   | [maŋ'driʎu]   | fazzoletto |
| speglio -spejo - specio -spêgio - spegiu                       | ['speʧo]     | ['spe:ʤu]     | ['spe:ʤu]    | ['spe:ʤu]             | ['ʃpe:ʤu]       | ['ʃpeʤu]     | ['spe: ʤu]   | ['speʎu]      | specchio   |
| scausà - scosà -scösà - scösâ - scosarein                      | [sko'sa]     | [skusa'rejŋ]  | [skɔ: 'sa:]  | [skɔ:'sɒ:]            | [ʃko: 'sɒ]      | [ʃku:'sɒ:]   | [ʃku'sa]     | [ʃkaw'sa]     | grembiule  |
| masca                                                          | ['maska]     | ['mɒʃka]      | ['maska]     | ['mɒska]              | ['mɒʃka]        | ['mɒʃka]     | ['maʃka]     | ['maʃka]      | guancia    |
| sgavàudora - sgavàdoa - ziârdoa - giòrdora - giârdia - briloêa | [brilo'e:a]  | ['ʤɔrdura]    | ['zja:rdwa]  | ['zjɒ:rdwa]           | ['ʤɒːrdja]      | -            | [ʒga'vadwa]  | [ʒga'vawduɹa] | trottola   |
| tòura - tòra - töa                                             | ['tɔ:a]      | ['tɔra]       | ['tɔ:a]      | ['tɔ:a]               | ['to:a]         | ['tɔɹa]      | ['tɔɹa]      | ['tɔwɹa]      | tavolo     |
| bronzin - bronzein - pregin                                    | [broŋ'ziŋ]   | [bruŋ'zejŋ]   | [bruŋ'ziŋ]   | [bruŋ'ziŋ]/[preˈd͡ʒiŋ] | [bruŋ'ziŋ]      | [bɹuŋ'zei̯ŋ]  | [bruŋ'ziŋ]   | -             | rubinetto  |
| brico                                                          | ['briko]     | ['briku]      | ['briku]     | ['briku]              | ['briku]        | ['bɹiku]     | ['briku]     | ['briku]      | monte      |
| portegalo - portogalo - portogà - setron - sitròn - setròn     | [se'trɔŋ]    | [si'trɔŋ]     | [se'truŋ]    | [se'truŋ]             | [purtu'gɒ]      | [puɹtu'gɒlu] | [purtu'galu] | [purte'galu]  | arancia    |
| bancarà - bancâ - brancaà                                      | [baŋka'a]    | [baŋka'ɹɒ]    | [baŋ'ka:]    | [baŋ'kɒ:]             | [baŋ'kɒ]        | [baŋka'ɹɒ]   | [baŋka'ɹa]   | [baŋka'ɹa]    | falegname  |
| fàrina - farina - faìna - faina - fènna - fareinna             | [fa'ina]     | [fa'rejŋna]   | ['fɛŋa]      | [fa'iŋa]              | ['fajna]        | [fa'ɹei̯na]   | ['faɹina]    | ['faɹina]     | farina     |
| luna - lunna - leuinna - lugna                                 | ['lyna]      | ['løjŋna]     | ['lyŋa]      | ['lyŋa]               | ['lyŋa]/['lyɲa] | ['lyna]      | ['lyna]      | ['lyna]       | luna       |
| beve - bêve - bèive - beive - baive                            | ['beve]      | ['bajve]      | ['bejve]     | ['bejve]              | ['bajve]        | ['bɛjve]     | ['be:ve]     | ['beve]       | bere       |
| meze - mêze - mèize - meize - maize                            | ['meze]      | ['majze]      | ['mejze]     | ['mejze]              | ['majze]        | ['mɛjze]     | ['me:ze]     | ['meze]       | mese       |
| sangiuto - crescentin - cresentein - cresentin                 | [kreseŋ'tiŋ] | [kreʃeŋ'tɛiŋ] | [kreʃeŋ'tiŋ] | [kreʃeŋ'tiŋ]          | [kreʃeŋ'tiŋ]    | [kɹeʃeŋ'tei̯ŋ | [kreʃeŋ'tiŋ] | [saŋ'ʤytu]    | singhiozzo |

## Citazioni celebri

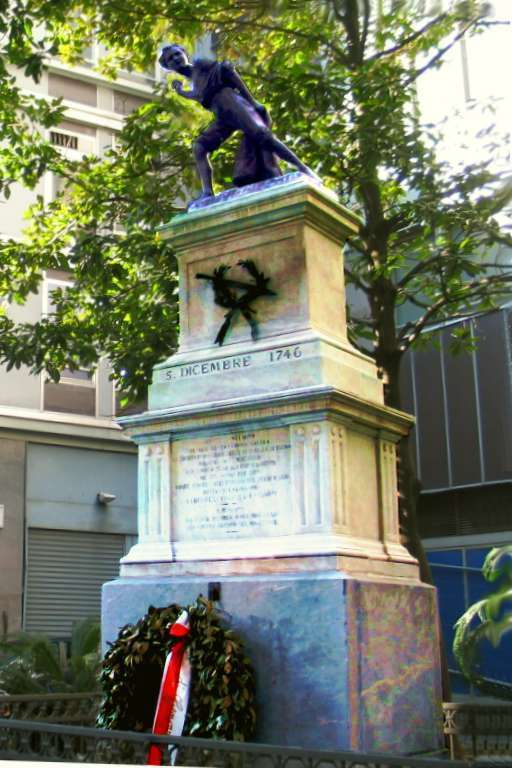
Monumento a Balilla a Genova. Al personaggio è tradizionalmente associata l'espressione «Che l'inse?».

### Citazioni letterarie
- «E tanti sun li Zenoexi, e per lo mondo sì destexi, che und'eli van o stan un'atra Zenoa ge fan» («Tanti sono i genovesi, per il mondo così dispersi, che dove vanno e stanno un'altra Genova fanno»); da una rima dell'Anonimo Genovese, XIII-XIV secc.
- «Questa è particolâ feliçitæ / à ri Zeneixi dæta da ro Çê, / d'avei paròlle in bocca con l'amê, / da proferîre tutte insuccaræ» («Questa è la particolare felicità data dal Cielo ai Genovesi: di avere parole in bocca [dolci] come il miele, da proferire tutte inzuccherate»); versi da un sonetto di Gian Giacomo Cavalli (1590-1657).

### Citazioni storiche
- «Mi chì», ossia «Io qui», è stata la risposta di Francesco Maria Imperiale Lercari, Doge della Repubblica di Genova, costretto dopo il bombardamento di Genova da parte dei Francesi (1684) a recarsi a Versailles a omaggiare il Re Sole, alla domanda su quale tra le molte meraviglie della reggia lo avesse colpito di più.
- «Che l'inse?», ossia «Devo cominciarla?», è la frase che una dubbia tradizione[29] attribuisce al ragazzino di Portoria (soprannominato Balilla) che nel 1746 diede avvio alla sassaiola contro gli austro-piemontesi, culminata con la liberazione di Genova dagli invasori.
- «Aiga a re còrde!», ossia «Acqua [in genovese ægua] alle funi!», è una frase che fu gridata in Piazza San Pietro, a Roma, in occasione dell'innalzamento dell'obelisco al centro della alla piazza, nel 1585, da parte di un marinaio di Bordighera, il capitano Bresca, che evitò la rottura delle corde di sollevamento; fu premiato con l'esclusiva di fornire al papa Sisto V le palme per la cerimonia della Domenica delle Palme.